# Motoristický sport

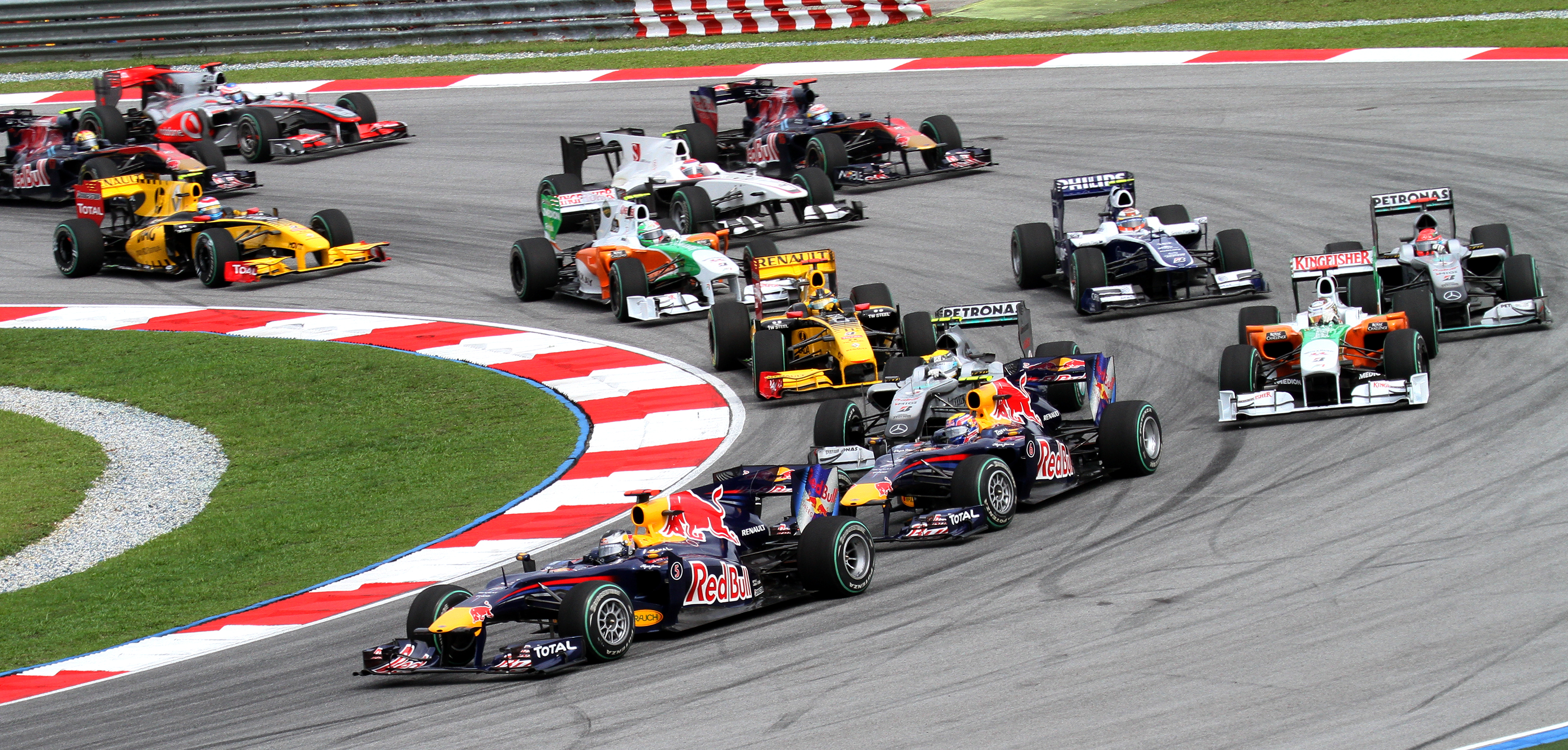
Úvodní kolo závodu formule 1

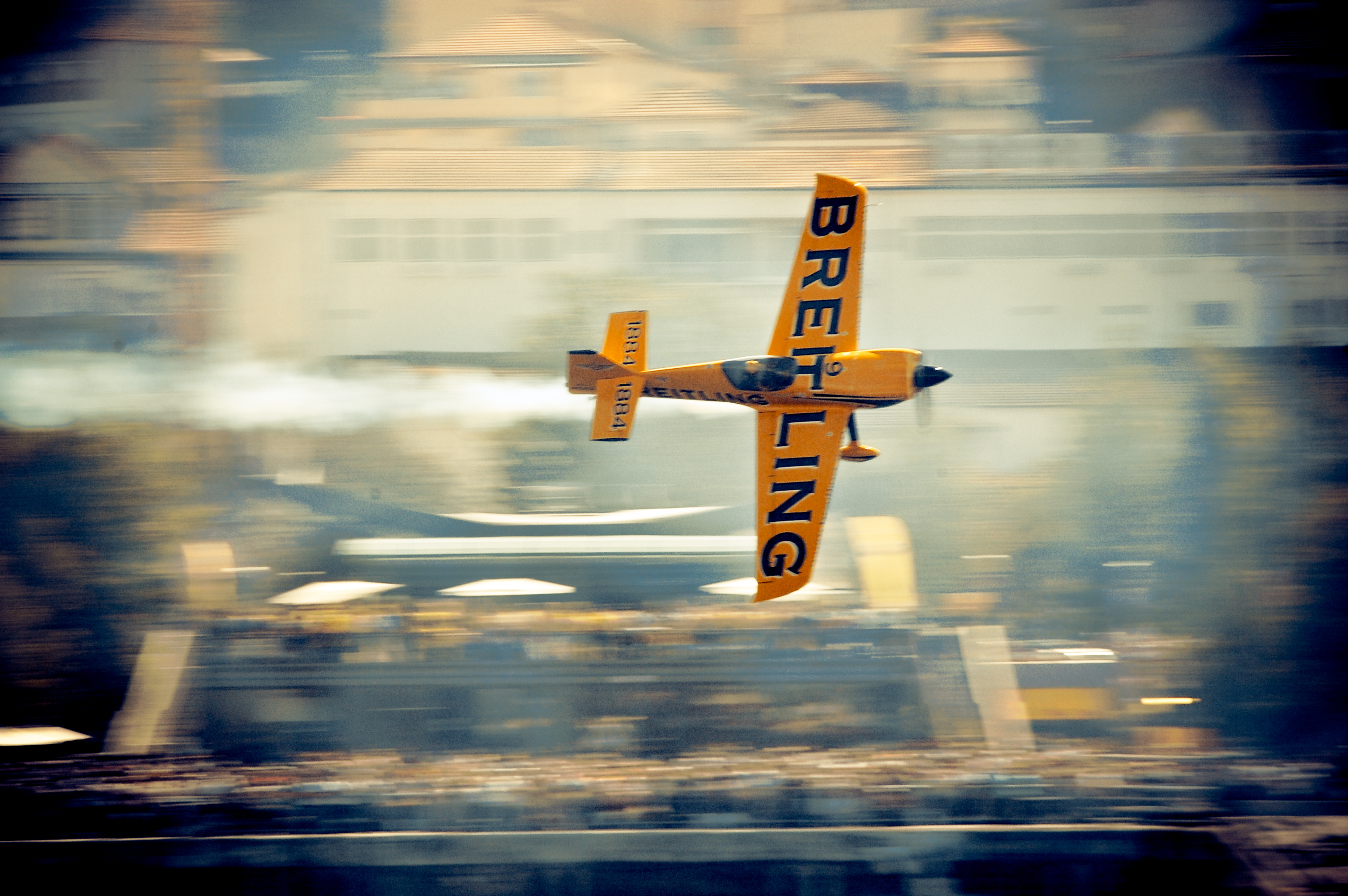
Letecké závody (Red Bull Air Race)

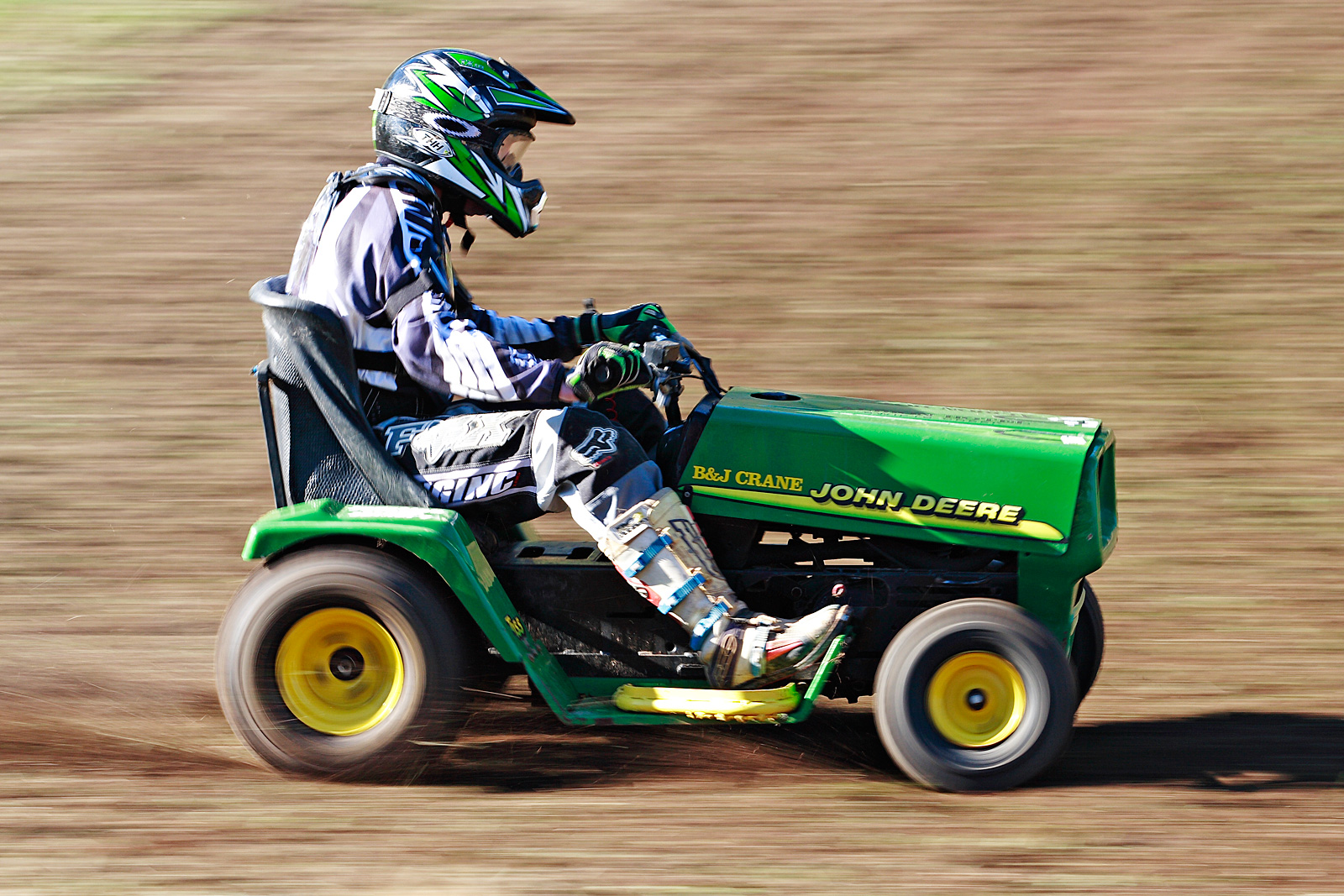
Závody sekaček

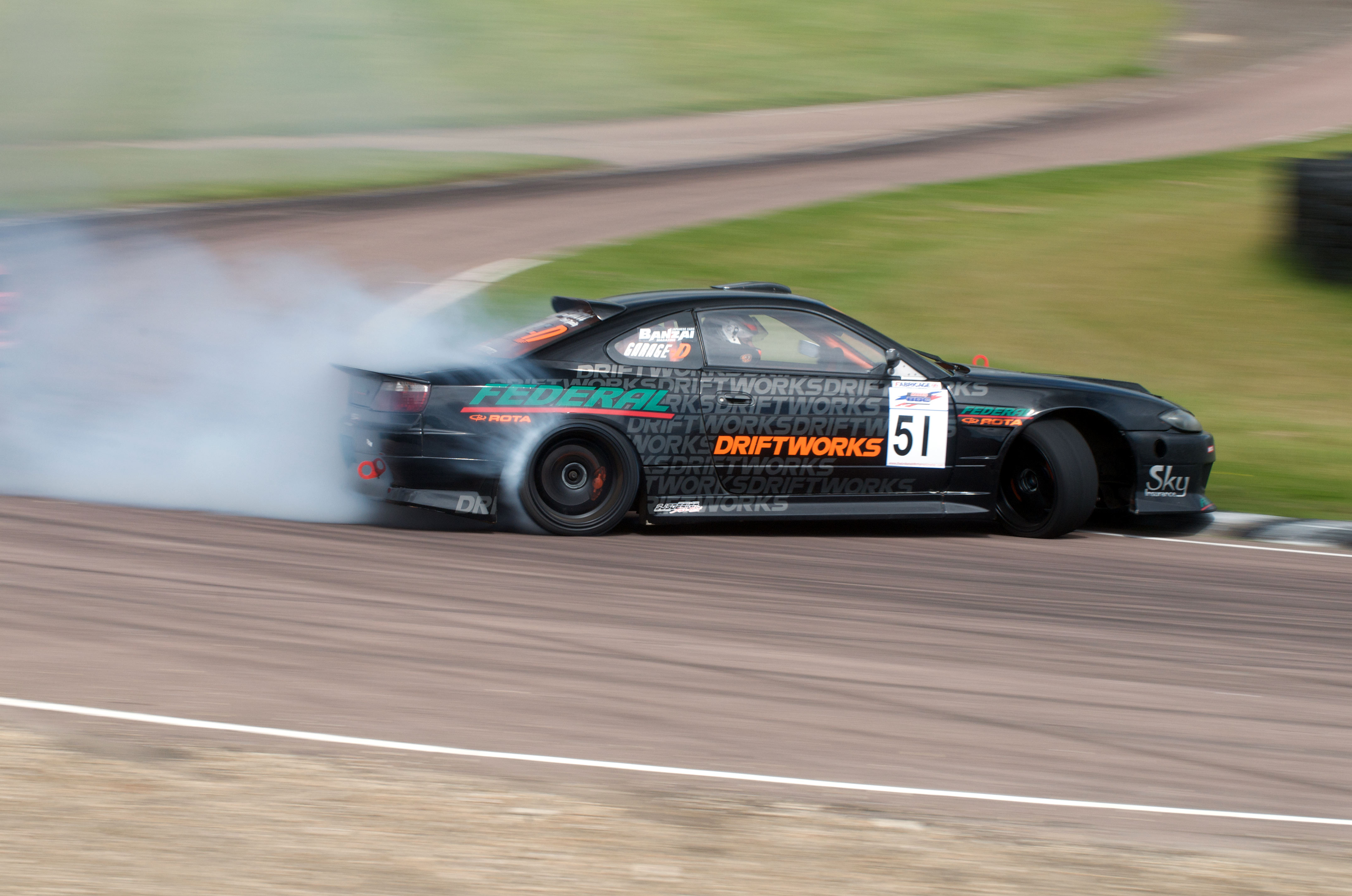
Drift

Motoristický sport (také motorsport případně motosport) je obecné označení pro různá sportovní odvětví využívající motorových dopravních prostředků, ať už pro závodní či nezávodní soutěžení. Pojem "motosport" pak označuje pouze sport motocyklový. Vrcholový motorsport je jednou z nejnákladnějších sportovních činností vůbec.

## Motoristické závody
Motoristické závody ("závodní motorsport") jsou podmnožinou motorsportu, kde jednotliví účastníci závodí proti sobě, ať už přímo, či na čas. Cílem každého závodníka je buď urazit po vytyčené dráze danou vzdálenost v kratším čase než soupeři, nebo za daný čas ujet větší vzdálenost než soupeři. Jde tedy hlavně o rychlost.
Druhy motoristických závodů:
- Automobilové závody
  - Závody automobilů na okruhu
    - Formule (Formule 1, IndyCar, GP2, Formule 2, Formule 3...)
    - Sportovní prototypy (24 hodin Le Mans...)
    - Cestovní vozy (WTCR, DTM, ETCC, BTCC...)
    - GT vozy (FIA GT...)
    - Stock cars (NASCAR...)
    - Tahače

  - Rallye (WRC...)
  - Vytrvalostní (dálkové) soutěže (Rallye Paříž-Dakar, Silk Way Rally, Rallye Faraonů...)
  - Autokros
  - Závody automobilů do vrchu (Ecce Homo, Pikes Peak...)
  - Závody dragsterů
  - Motokáry (karting)
  - Off-road
  - Závody historických vozů
- Motocyklové závody
  - Okruhové závody (MotoGP, World Superbike...)
  - Závody na přírodních tratích (Isle of Man Tourist Trophy, 300 zatáček Gustava Havla, Zlatý kahanec...)
  - Motokros
  - Enduro ("Šestidenní"...)
  - Plochá dráha (Zlatá přilba...)
- Letecké závody (Red Bull Air Race...)
- Závody člunů
- Závody vznášedel
- Závody sekaček
- Závody sněžných skútrů

## "Nezávodní" motorsport
Zde nezáleží v první řadě na rychlosti, ale na jiných faktorech, jako je např. stylová čistota jízdy či efektnost.
- Drift
- Trial
- Freestyle motokros
- Jízdy pravidelnosti
- Jízdy zručnosti
- Orientační soutěže
- Gymkhana
- Soutěže traktorů (tractor pulling)

## Olympiáda
Motorsport byl ukázkovým sportem na letních olympijských hrách v roce 1900.